# Cafu
Pour l’article homonyme, voir Cafu (homonymie).
Marcos Evangelista de Moraes, dit Cafu, né le 7 juin 1970 à São Paulo au Brésil, est un footballeur international brésilien évoluant au poste d'arrière droit.
Surnommé également Pendolino, Cafu découvre le haut-niveau au São Paulo FC, où il remporte au début des années 1990 de nombreux titres, dont la Copa Libertadores et la Coupe intercontinentale à deux reprises. En 1997, il découvre le championnat italien, à l'AS Rome puis au Milan AC, où il remporte les titres les plus prestigieux : Ligue des champions et Coupe du monde des clubs. 
Sélectionné à 142 reprises en équipe nationale entre 1990 et 2006 (record pour le Brésil), il remporte la Coupe du monde en 1994, puis en 2002, comme capitaine. Son palmarès exceptionnel fait de lui l'un des meilleurs défenseurs latéraux droits de l'histoire de ce sport. En 2004, il est d'ailleurs choisi par Pelé dans la liste des 125 meilleurs footballeurs vivants, et il a été élu dans la meilleure équipe du Brésil de tous les temps.

## Biographie

### Club

#### Débuts au São Paulo FC
Marcos Evangelista de Moraes commence sa carrière en 1988 au São Paulo FC. Remarqué pour son endurance, sa rapidité et sa capacité à se projeter en attaque, il est rapidement surnommé Cafu, en hommage à l'ancien ailier droit brésilien Cafuringa (en).
Cafu connaît très vite de grands succès avec son club. Champion du Brésil en 1991, São Paulo remporte la Copa Libertadores en 1992 et 1993, la Coupe intercontinentale les deux fois (face au FC Barcelone puis au Milan AC) et la Recopa sud-américaine en 1993 et 1994.

#### Arrivée en Europe puis retour au Brésil
En janvier 1995, Cafu rejoint le club espagnol du Real Saragosse. Le club remporte cette année la Coupe d'Europe des vainqueurs de coupe, mais le Brésilien n'apparaît pas sur la feuille de match de la finale et fait même son retour dès le mois de mai au Brésil. Le groupe Parmalat souhaite le faire signer à Palmeiras, mais le transfert est impossible du fait d'une clause du contrat signé par le joueur à son départ en Espagne qui lui interdit de faire directement son retour dans un autre club de São Paulo. Le groupe agro-alimentaire le fait alors signer à Juventude, un autre club brésilien dont il est le sponsor, afin de pouvoir contourner l'interdiction. 
Finalement transféré à Palmeiras pendant l'été, il s'y impose et y gagne définitivement sa place en sélection.

#### Cafu à la Roma
Lors de l'été 1997, Cafu est transféré à l'AS Rome, en Italie. Il joue son premier match pour le club le 31 août 1997, lors de la première journée de la saison 1997-1998 de Serie A, face à l'Empoli FC. Titulaire, il délivre une passe décisive pour Abel Balbo et participe ainsi à la victoire de son équipe par trois buts à un.
Il devient rapidement l'un des joueurs clefs de l'équipe. Latéral très offensif capable de couvrir tout le flanc droit, il acquiert alors le surnom d'il Pendolino, en référence au train pendulaire italien Pendolino. 
Il inscrit son premier but en Ligue des champions le 16 octobre 2001, contre le Lokomotiv Moscou. Unique buteur de la partie, Cafu donne donc la victoire à son équipe ce jour-là.
Quatrième et sixième de Série A lors de ses deux premières saisons à Rome, il voit ensuite Fabio Capello prendre la direction de l'équipe, qui assiste à l'éclosion de Francesco Totti, bientôt renforcée par les attaquants Vincenzo Montella et Gabriel Batistuta ou encore le défenseur Walter Samuel. Le résultat est immédiat, les Romains remportent le championnat d'Italie en 2001, et terminent au deuxième rang la saison suivante, à un point de la Juventus, après une lutte très serrée pour l'obtention du titre.

#### Fin de carrière au Milan
Lors de l'été 2003, Cafu rejoint le Milan AC. Il joue son premier match sous ses nouvelles couleurs lors de la supercoupe d'Italie 2003, le 3 août face à la Juventus. Son équipe s'incline aux tirs au but ce jour-là. Il marque son premier but pour les rouges et noirs le 21 décembre 2003 contre l'Udinese Calcio, en championnat. Il voit toutefois son équipe s'incliner par deux buts à un.
Avec le Milan il devient champion en 2004. Arrivés en finale de la Ligue des champions en 2005, les Milanais mènent 3-0 à la mi-temps face aux Anglais de Liverpool mais sont rejoints et finalement battus aux tirs au but. La saison suivante est plus difficile, Cafu, 35 ans, commençant à connaître des soucis avec son genou. 
Il doit de plus faire face à une instruction judiciaire ouverte en 2004 pour usage de faux passeport qui aurait permis au joueur d'acquérir la nationalité italienne alors qu'il jouait à l'AS Rome. Auteur d'une saison en pointillé, il est finalement acquitté en juin après que le parquet de Rome a requis neuf mois de prison contre lui. 
Il conserve cependant la confiance de son club qui prolonge son contrat jusqu'en 2008, et auquel il donne raison en remportant enfin sa première Ligue des champions en 2007, en prenant sa revanche en finale sur le club de Liverpool. Dans la foulée il remporte la Supercoupe de l'UEFA et la Coupe du monde des clubs. Il met un terme à sa carrière professionnelle en 2008, à la fin de son contrat avec le Milan AC.
En décembre 2008, à la surprise des observateurs, les médias annoncent l'arrivée du joueur aux 142 sélections dans la modeste équipe de Garforth Town, club de 8e division anglaise. Mais finalement le transfert ne se concrétise pas.

### Seleçao
Cafu honore sa première sélection avec l'équipe nationale du Brésil le 12 septembre 1990, lors d'un match amical face à l'Espagne. Il est titularisé et son équipe s'incline par trois buts à zéro.
En Seleção, Cafu reste cependant le remplaçant de Jorginho, titulaire au moment de la Coupe du monde 1994. Mais alors que les Brésiliens affrontent en finale les Italiens, Jorginho se blesse après 22 minutes de jeu, et Cafu dispute ainsi la plus grande partie de cette finale, remportée finalement aux tirs au but (0-0, 3-2 tab). 
En 1997, il remporte la Copa América avec une sélection où il forme avec Roberto Carlos une paire de défenseurs latéraux très offensifs, sans équivalent dans le monde. Il débute pour la première fois une rencontre avec le brassard de capitaine le 9 octobre 1997, lors d'un match amical face au Maroc (victoire 2-0 du Brésil).
Indiscutable en équipe nationale, il atteint la finale de la Coupe du monde 1998, mais ne peut empêcher la défaite finale face aux Français (0-3). Il se console l'année suivante en remportant la Copa América 1999.
Capitaine de la Seleçao à partir de 2001, il mène ses compatriotes brésiliens à leur cinquième titre de champion du monde en 2002. Cafu devient alors le premier joueur de l’histoire à avoir disputé trois finales de coupe du monde consécutives. Quelques mois plus tard, il est appelé en sélection mondiale FIFA, opposée au Real Madrid, lors des manifestations du centenaire du club. 
Lors de l'été 2006, malgré une saison marquée par les blessures, il participe à sa quatrième Coupe du monde, au cours de laquelle le Brésil est éliminé dès les quarts de finale par la France.

## Prises de position politiques
Dans le cadre de l'élection présidentielle brésilienne de 2018, il apporte son soutien au candidat d’extrême droite Jair Bolsonaro.

## Statistiques
| Saison                | Club                  | Championnat           | Championnat | Championnat | Coupe(s) nationale(s) | Coupe(s) nationale(s) | Supercoupe | Supercoupe | Compétition(s) continentale(s) | Compétition(s) continentale(s) | Compétition(s) continentale(s) | Total | Total |
| Saison                | Club                  | Division              | M.          | B.          | M.                    | B.                    | M.         | B.         | Comp.                          | M.                             | B.                             | M.    | B.    |
| 1990                  | São Paulo FC          | Brasileirão           | 20          | 1           | -                     | -                     | -          | -          | -                              | -                              | -                              | 20    | 1     |
| 1991                  | São Paulo FC          | Brasileirão           | 20          | 1           | -                     | -                     | -          | -          | CL                             | 2                              | 0                              | 22    | 1     |
| 1992                  | São Paulo FC          | Brasileirão           | 21          | 1           | -                     | -                     | -          | -          | CL                             | 3                              | 0                              | 24    | 1     |
| 1993                  | São Paulo FC          | Brasileirão           | 18          | 1           | -                     | -                     | -          | -          | CL                             | 1                              | 0                              | 19    | 1     |
| 1994                  | São Paulo FC          | Brasileirão           | 16          | 2           | -                     | -                     | -          | -          | -                              | -                              | -                              | 16    | 2     |
| Sous-total            | Sous-total            | Sous-total            | 95          | 6           | -                     | -                     | -          | -          | -                              | 6                              | 0                              | 101   | 6     |
| 1994-1995             | Real Saragosse        | Liga                  | 16          | 0           | -                     | -                     | -          | -          | C2                             | 1                              | 0                              | 17    | 0     |
| Sous-total            | Sous-total            | Sous-total            | 16          | 0           | -                     | -                     | -          | -          | -                              | 1                              | 0                              | 17    | 0     |
| 1995                  | Palmeiras             | Brasileirão           | 19          | 0           | -                     | -                     | -          | -          | CL                             | 2                              | 2                              | 21    | 2     |
| 1996                  | Palmeiras             | Brasileirão           | 16          | 0           | -                     | -                     | -          | -          | -                              | -                              | -                              | 16    | 0     |
| 1997                  | Palmeiras             | Brasileirão           | 0           | 0           | -                     | -                     | -          | -          | -                              | -                              | -                              | 0     | 0     |
| Sous-total            | Sous-total            | Sous-total            | 25          | 0           | -                     | -                     | -          | -          | -                              | 2                              | 2                              | 27    | 2     |
| 1997-1998             | AS Roma               | Serie A               | 31          | 1           | 5                     | 0                     | -          | -          | -                              | -                              | -                              | 36    | 1     |
| 1998-1999             | AS Roma               | Serie A               | 20          | 1           | -                     | -                     | -          | -          | C3                             | 5                              | 0                              | 25    | 1     |
| 1999-2000             | AS Roma               | Serie A               | 28          | 2           | 4                     | 0                     | -          | -          | C3                             | 5                              | 0                              | 37    | 2     |
| 2000-2001             | AS Roma               | Serie A               | 31          | 1           | 2                     | 0                     | -          | -          | C3                             | 7                              | 0                              | 40    | 1     |
| 2001-2002             | AS Roma               | Serie A               | 27          | 0           | 2                     | 0                     | -          | -          | C1                             | 10                             | 2                              | 39    | 2     |
| 2002-2003             | AS Roma               | Serie A               | 26          | 0           | 3                     | 1                     | -          | -          | C1                             | 12                             | 0                              | 41    | 1     |
| Sous-total            | Sous-total            | Sous-total            | 163         | 5           | 16                    | 1                     | -          | -          | -                              | 39                             | 2                              | 218   | 8     |
| 2003-2004             | AC Milan              | Serie A               | 28          | 1           | 1                     | 0                     | 3          | 0          | C1                             | 9                              | 0                              | 41    | 1     |
| 2004-2005             | AC Milan              | Serie A               | 33          | 1           | -                     | -                     | 2          | 0          | C1                             | 12                             | 0                              | 47    | 1     |
| 2005-2006             | AC Milan              | Serie A               | 19          | 1           | 1                     | 0                     | -          | -          | C1                             | 5                              | 0                              | 25    | 1     |
| 2006-2007             | AC Milan              | Serie A               | 24          | 0           | 3                     | 0                     | -          | -          | C1                             | 8                              | 0                              | 35    | 0     |
| 2007-2008             | AC Milan              | Serie A               | 15          | 1           | 2                     | 0                     | 2          | 0          | C1                             | 0                              | 0                              | 19    | 1     |
| Sous-total            | Sous-total            | Sous-total            | 119         | 4           | 7                     | 0                     | 7          | 0          | -                              | 35                             | 0                              | 168   | 4     |
| Total sur la carrière | Total sur la carrière | Total sur la carrière | 428         | 15          | 22                    | 1                     | 7          | 0          | -                              | 87                             | 4                              | 544   | 20    |

### En équipe nationale

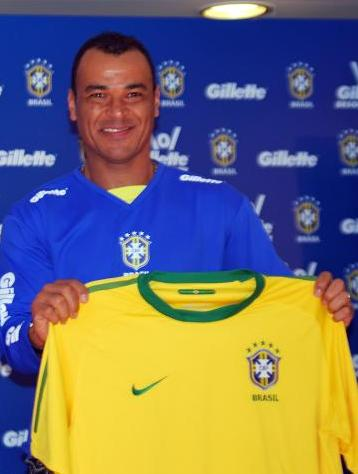
Cafu avec le maillot brésilien.

- 142 sélections et 5 buts en équipe nationale (il s'agit du joueur brésilien le plus capé).
- Participation à 4 Coupes du monde : 1994, 1998, 2002, et 2006.
- Participation à 4 Copa América : 1991, 1993, 1997 et 1999.
- Participation à la Coupe des confédérations 1997.

### En sélection nationale
| Saison                | Sélection             | Phases finales                                       | Phases finales | Phases finales | Phases finales | Éliminatoires CDM | Éliminatoires CDM | Éliminatoires CDM | Matchs amicaux | Matchs amicaux | Matchs amicaux | Total | Total | Total |
| Saison                | Sélection             | Compétition                                          | M              | B              | Pd             | M                 | B                 | Pd                | M              | B              | Pd             | M     | B     | Pd    |
| --------------------- | --------------------- | ---------------------------------------------------- | -------------- | -------------- | -------------- | ----------------- | ----------------- | ----------------- | -------------- | -------------- | -------------- | ----- | ----- | ----- |
| 1990-1991             | Brésil                | Copa América 1991                                    | 4              | 0              | 0              | -                 | -                 | -                 | 6              | 0              | 0              | 10    | 0     | 0     |
| 1991-1992             | Brésil                | -                                                    | -              | -              | -              | -                 | -                 | -                 | 3              | 0              | 0              | 3     | 0     | 0     |
| 1992-1993             | Brésil                | Copa América 1993                                    | 4              | 0              | 0              | 1                 | 0                 | 0                 | 6              | 0              | 1              | 11    | 0     | 1     |
| 1993-1994             | Brésil                | Coupe du monde 1994                                  | 3              | 0              | 0              | 1                 | 0                 | 0                 | 5              | 1              | 0              | 9     | 1     | 0     |
| 1994-1995             | Brésil                | Copa América 1995                                    | -              | -              | -              | -                 | -                 | -                 | 2              | 0              | 0              | 2     | 0     | 0     |
| 1995-1996             | Brésil                | -                                                    | -              | -              | -              | -                 | -                 | -                 | 3              | 0              | 1              | 3     | 0     | 1     |
| 1996-1997             | Brésil                | Copa América 1997                                    | 5              | 0              | 1              | -                 | -                 | -                 | 10             | 0              | 1              | 15    | 0     | 2     |
| 1997-1998             | Brésil                | Coupe des confédérations 1997 + Coupe du monde 1998  | 3+6            | 0              | 1+1            | -                 | -                 | -                 | 8              | 1              | 2              | 17    | 1     | 4     |
| 1998-1999             | Brésil                | Copa América 1999 + Coupe des confédérations 1999    | 5+.            | 0+.            | 2+.            | -                 | -                 | -                 | 6              | 1              | 1              | 11    | 1     | 3     |
| 1999-2000             | Brésil                | -                                                    | -              | -              | -              | 4                 | 0                 | 1                 | 7              | 2              | 0              | 11    | 2     | 1     |
| 2000-2001             | Brésil                | Coupe des confédérations 2001 4e + Copa América 2001 | -              | -              | -              | 4                 | 0                 | 1                 | 2              | 0              | 0              | 6     | 0     | 1     |
| 2001-2002             | Brésil                | Coupe du monde 2002                                  | 7              | 0              | 1              | 3                 | 0                 | 1                 | 3              | 0              | 1              | 13    | 0     | 3     |
| 2002-2003             | Brésil                | Coupe des confédérations 2003                        | -              | -              | -              | -                 | -                 | -                 | 4              | 0              | 0              | 4     | 0     | 0     |
| 2003-2004             | Brésil                | Copa América 2004                                    | -              | -              | -              | 7                 | 0                 | 0                 | 4              | 0              | 0              | 11    | 0     | 0     |
| 2004-2005             | Brésil                | Coupe des confédérations 2005                        | -              | -              | -              | 6                 | 0                 | 0                 | 1              | 0              | 0              | 7     | 0     | 0     |
| 2005-2006             | Brésil                | Coupe du monde 2006                                  | 4              | 0              | 2              | 2                 | 0                 | 0                 | 3              | 0              | 0              | 9     | 0     | 2     |
| Total sur la carrière | Total sur la carrière | Total sur la carrière                                | 41             | 0              | 8              | 28                | 0                 | 3                 | 73             | 5              | 7              | 142   | 5     | 18    |

### Buts en sélection
| Buts en sélection de Cafu | Buts en sélection de Cafu | Buts en sélection de Cafu     | Buts en sélection de Cafu | Buts en sélection de Cafu | Buts en sélection de Cafu |
| #                         | Date                      | Lieu                          | Adversaire                | Résultats                 | Compétitions              |
| ------------------------- | ------------------------- | ----------------------------- | ------------------------- | ------------------------- | ------------------------- |
| 1                         | 8 juin 1994               | San Diego, Californie         | Honduras                  | 8-2                       | Match amical              |
| 2                         | 3 juin 1998               | Saint-Ouen, Seine-Saint-Denis | Andorre                   | 3-0                       | Match amical              |
| 3                         | 14 octobre 1998           | Washington, Washington        | Équateur                  | 5-1                       | Match amical              |
| 4                         | 9 octobre 1999            | Amsterdam Arena, Amsterdam    | Pays-Bas                  | 2-2                       | Match amical              |
| 5                         | 23 mai 2000               | Millennium Stadium, Cardiff   | Pays de Galles            | 3-0                       | Match amical              |

### Dates clés
- Première sélection : Espagne - Brésil (3-0) le 12 septembre 1990.
- Premier match en Série A : Empoli - Roma (1-3) le 31 août 1997.

## Palmarès

### En sélection nationale
- Vainqueur de la Coupe du monde en 1994 et 2002
- Finaliste de la Coupe du monde en 1998
- Vainqueur de la Copa América en 1997 et 1999
- Finaliste de la Copa América en 1991
- Vainqueur de la Coupe des confédérations en 1997

### En club
São Paulo FC
- Copa Libertadores (2) :
  - Vainqueur en 1992 et 1993.
- Supercopa Libertadores (1) :
  - Vainqueur en 1993.
- Coupe intercontinentale (2) :
  - Vainqueur en 1992 et 1993.
- Vainqueur de la Recopa sud-américaine (2) :
  - Vainqueur en 1993 et 1994.
- Championnat du Brésil (1) :
  - Vainqueur en 1991.
- Championnat de l'État de São Paulo (4) :
  - Vainqueur en 1989, 1991, 1992 et 1996.

 AS Rome
- Championnat d'Italie (1) :
  - Vainqueur en 2001.
- Supercoupe d'Italie (1) :
  - Vainqueur en 2001.
- Coupe d'Italie :
  - Finaliste en 2003.

 Milan AC
- Ligue des champions (1) :
  - Vainqueur en 2007.
  - Finaliste en 2005.
- Coupe du monde des clubs (1) :
  - Vainqueur en 2007.
- Coupe intercontinentale (1) :
  - Finaliste en 2003.
- Supercoupe de l'UEFA (2) :
  - Vainqueur en 2003 et 2007.
- Championnat d'Italie (1) :
  - Vainqueur en 2004.
- Supercoupe d'Italie (1) :
  - Vainqueur en 2004.

### Trophées divers
São Paulo FC
- Vainqueur du Tournoi de Guadalajara en 1989
- Vainqueur du Tournoi Amizade en 1990
- Vainqueur de la Coupe de Barcelone en 1991 et 1992
- Vainqueur du Trophée Theresa Herrera en 1992
- Vainqueur du Trophée Ramon de Carranza (Buenos Aires) en 1992
- Vainqueur du Tournoi de Los Angeles en 1993
- Vainqueur du Tournoi de Santiago du Chili en 1993
- Vainqueur du Tournoi de Saint Jacques de Compostelle en 1993

Palmeiras
- Vainqueur de la Coupe Maria Quitéria en 1997

Milan AC
- Vainqueur du Tournoi Luigi Berlusconi en 2005

### Distinctions personnelles
- Élu Meilleur joueur sud-américain de l'année 1994 ;
- « Ballon d'argent brésilien » (décerné par la revue Placar) en 1992 et 1993 ;
- Seul joueur de l'histoire à avoir disputés trois finales consécutives de Coupe du monde de 1994 à 2002
- Nommé au FIFA 100 (liste des 125 meilleurs joueurs vivants choisis par Pelé) en 2004.
- Membre de la Ballon d'Or Dream Team en 2020.